# نرت پلینس (اورگن)
نرت پلینس (به انگلیسی: North Plains) شهری در شهرستان واشنگتن ایالت اورگن است و در سرشماری سال ۲۰۱۱ میلادی، ۱٬۹۴۷ نفر جمعیت داشته که نسبت به سال ۲۰۱۰، ۲٫۲۱ درصد رشد جمعیت داشته‌است.

## موقعیت جغرافیایی
موقعیت جغرافیایی شهرها و مناطق اطراف به شرح زیر است: